# Ad diem illum
Ad diem illum laetissimum (hrvatski: Na najsretniji dan) je 2. enciklika pape Pija X. Objavljena je 2. veljače 1904. godine. Glavna tema enciklike je o Bezgrješnom začeću Blažene Djevice Marije. Enciklika je izdana u povodu pedesete obljetnice dogme o Bezgrešnom začeću. Enciklika se uvelike oslanja na stajališta koja su izražena u djelu "Prava pobožnost prema Mariji", Ljudevita Montfortskog. Jezik oba spisa je jako sličan, što i ne čudi, jer je Sveti Pio vrlo cijenio pravu pobožnost te je svatko tko ga je pročitao dobio apostolski blagoslov.

## Poveznice
- Pio X.
- Enciklike Pija X.

## Vanjske poveznice
- Tekst enciklike na engleskom